# Barry MacKay

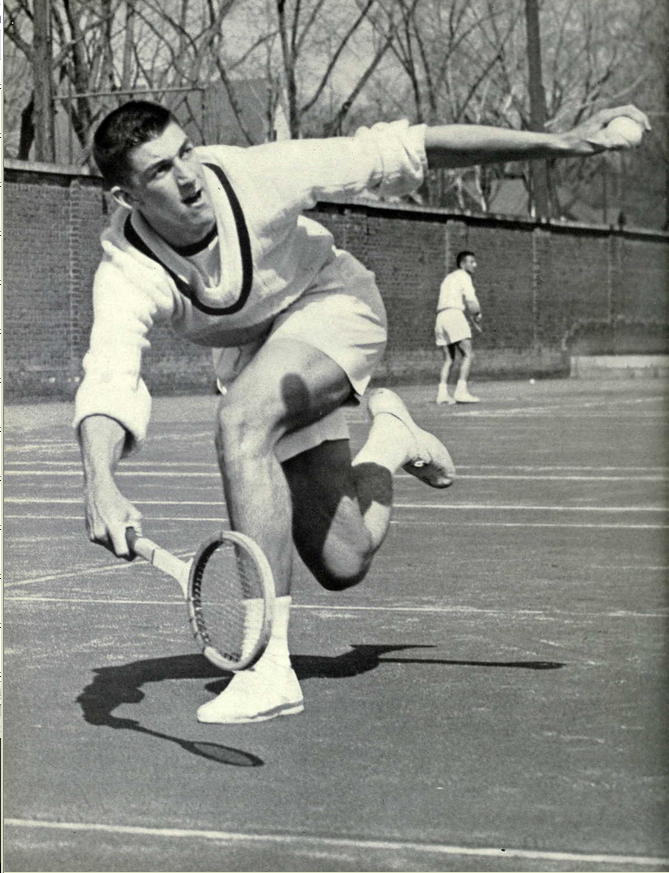

Barry MacKay (n, 31 de agosto de 1935 - 15 de junio de 2012) fue un jugador estadounidense de tenis. Sus mayores logros fueron llegar a semifinales del Abierto de Australia en 1959 y de Wimbledon en 1959, también llegó a cuartos de final de Roland Garros en 1960, y del US Open en 1959. De esta forma logró llegar a cuartos de final de los 4 Grand Slams
Llegó a ser el número 4 del mundo en 1959 según el The Daily Telegraph
Murió el 15 de junio en San Francisco